# 조지 스클러
조지 스클러(George Sklar, 1908년 5월 31일 ~ 1988년 5월 15일)는 미국의 극작가다.
예일 대학 출신으로 1936~1941년에 극작가 조합의 임원·부회장을 역임했다. <미국인의 생과 사>(1939), 앨버트 말츠와의 공동작 <지상의 평화>가 있는데, 후에는 영화회사의 작가가 되었고, 그 후에는 소설을 썼다.